# روبرتو نانی
روبرتو نانی (انگلیسی: Roberto Nanni؛ زادهٔ ۲۰ اوت ۱۹۸۱) بازیکن فوتبال اهل آرژانتین است.

## باشگاهی
از باشگاه‌هایی که در آن بازی کرده‌است می‌توان به باشگاه فوتبال کروتونه، باشگاه فوتبال مسینا، باشگاه فوتبال آلمریا، باشگاه فوتبال دینامو کیف، باشگاه فوتبال روبور سیه‌نا، باشگاه فوتبال ولز سارسفیلد، اشاره کرد.